# Centrale elettronucleare Super-Phénix

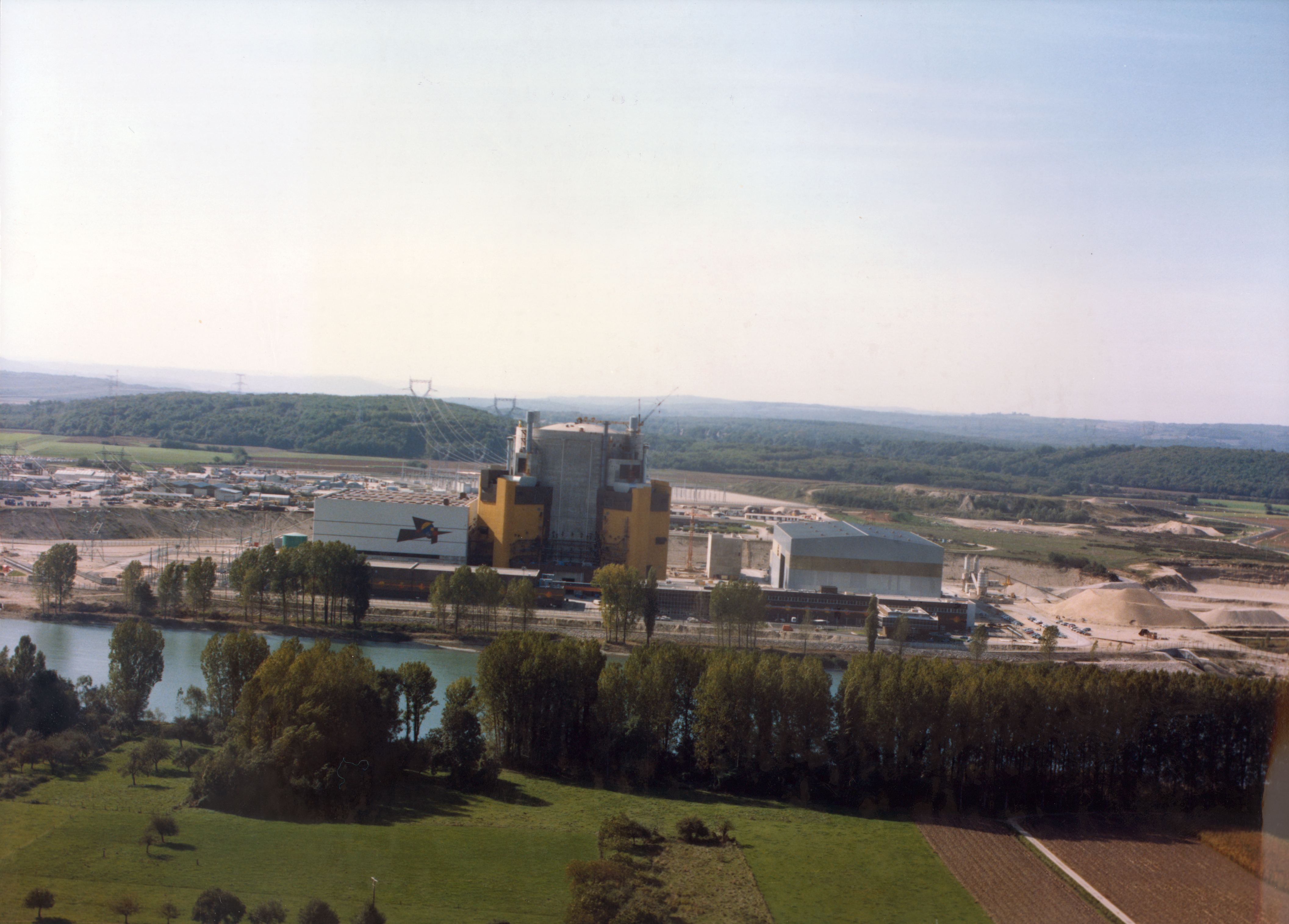
Vista panoramica della centrale elettronucleare Super-Phénix

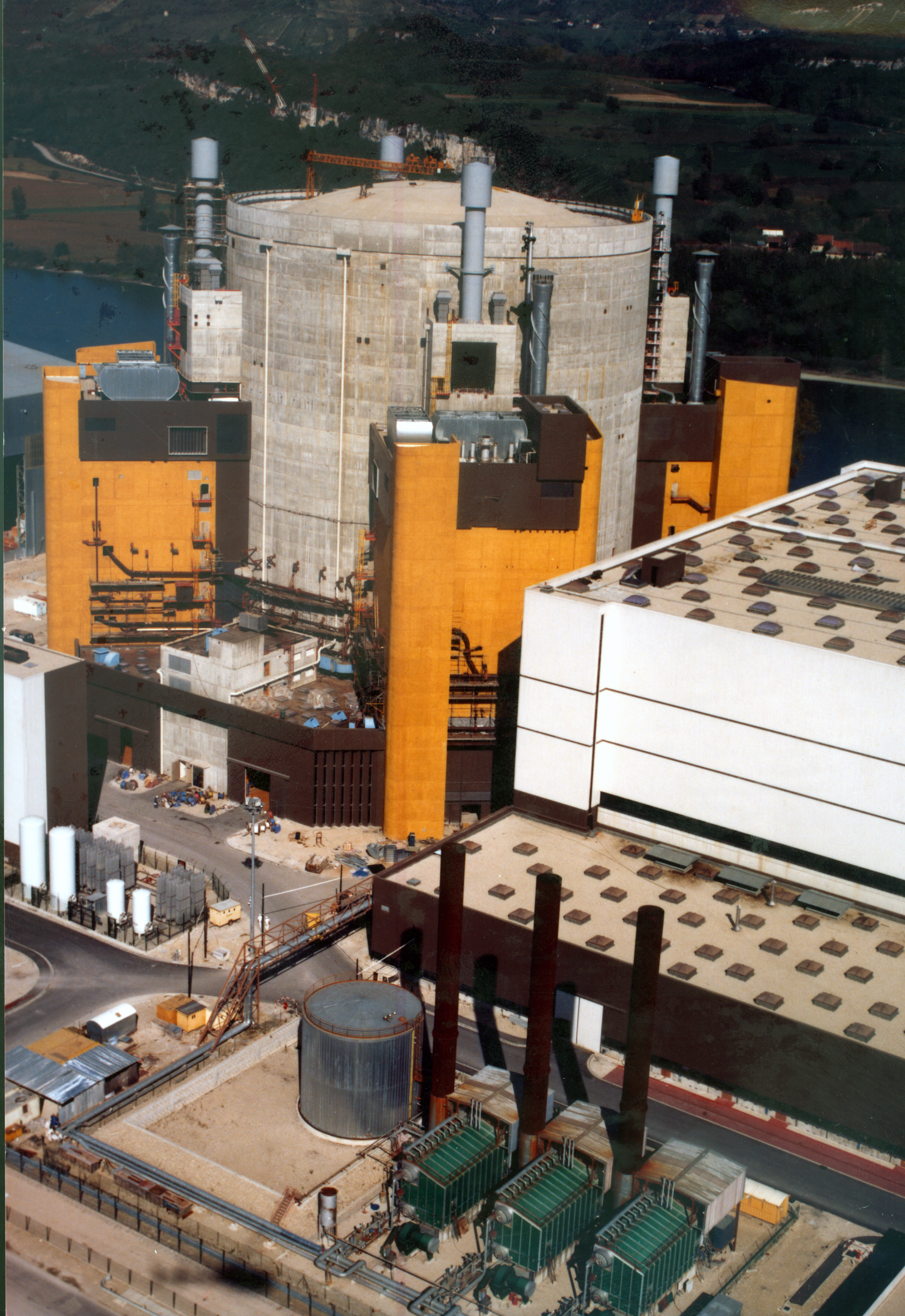
Vista dall'alto dell'edificio reattore di Superphénix.

La centrale elettronucleare Super-Phénix ospitava il reattore nucleare Superphénix (o SPX). Questa centrale nucleare era installata presso il sito nucleare di Creys-Malville, sulla riva destra del fiume Rodano, nel comune di Creys-Mépieu (che fino al 1989 si chiamava Creys-et-Pusignieu, nell'Isère), a 50 km ad est di Lione, a 55 km dal confine svizzero e a 105 km da quello italiano.
Superphénix aveva una potenza di 3000 MWt (1200 MWe) ed era il primo prototipo della filiera RNR costruito a scala industriale, dopo alcune unità di taglia inferiore (Rapsodie e poi Phénix).
Nel 1994, un decreto trasforma Superphénix in reattore di ricerca e di dimostrazione, ma questo decreto venne annullato nel 1997 dal Consiglio di Stato, malgrado un progetto economicamente valido e un tasso di carico di più del 30% nel 1997.
Il reattore e i suoi equipaggiamenti associati costituivano l'installazione nucleare di base (INB) nº 91, esso smise di produrre energia elettrica nel 1996 e l'impianto venne chiuso commercialmente nel 1997. Attualmente il sito nucleare di Creys-Malville ospita 2 installazioni nucleari di base: Superphénix (reattore in corso di smantellamento, INB nº 91) e un'installazione nucleare di deposito di combustibile ("Atelier pour l'évacuation du combustible - APEC", in uso fino al 2035, INB nº 141), vi lavorano circa 350 persone. EDF aveva previsto di installare presso il sito nucleare di Creys-Malville un secondo reattore, di tipo PWR, modello EPR, poi nel 2009 è stato scelto il sito di Penly (poi il progetto è abbandonato nel 2012).
Superphénix era un reattore nucleare sperimentale elettrogeno delle filiere dei reattori a neutroni rapidi e autofertilizzanti, del tipo reattore nucleare veloce autofertilizzante (FBR / RNR(S)), del modello reattore nucleare veloce al sodio (SFR / RNR-Na). Esso era quindi un reattore che generava da solo il suo combustibile – il plutonio-239, partendo dall'uranio-238 – utilizzando come fluido di lavoro e di raffreddamento il sodio liquido.
Il nome del reattore proviene dal mitico uccello Fenice – che in francese si scrive «Phénix» – che rinasce dopo la morte dalle sue ceneri, come il nuovo combustibile nucleare al plutonio proviene dalle «ceneri» del combustibile usato.

## Storia
Due ipotesi hanno portato le autorità francesi a costruire Superphénix: l'anticipazione di una crescita sostenuta del fabbisogno energetico e i limiti dell'estrazione dell'uranio. In tale scenario, solo i reattori autofertilizzanti (della filiera dei reattori a neutroni veloci) sembravano sostenibili.
Il progetto di Superphénix è stato realizzato dal Commissariat à l'énergie atomique (CEA) per avere una tecnologia francese dopo l'abbandono della filiera uranio-grafite-gas. La costruzione di Superphénix coinvolge la società industriale francese Novatome, attiva principalmente nel settore dei reattori a neutroni veloci, che riuniva ex agenti di Technicatome e dell'ex Groupement Atomique Atlantique Alsacienne, una società che era operativa nella filiera francese dei reattori uranio-grafite-gas, filiera abbandonata nel 1969 a beneficio dei reattori ad acqua pressurizzata di progettazione statunitense.

### Cronologia
- 13 aprile 1974: data del decreto autorizzante la creazione della NERSA (51% EDF, 33% Enel, 16% SBK)[12]
- 13 dicembre 1976: data di inizio della costruzione
- 12 maggio 1977: data del decreto che autorizza la NERSA alla creazione della centrale di Creys Malville[13]
- 24 luglio 1985: data del decreto che autorizza la NERSA alla creazione dell'atelier per l'evacuazione del combustibile (APEC) della centrale[14]
- 7 settembre 1985: data della prima criticità
- 14 gennaio 1986: data della connessione alla rete elettrica
- 1º dicembre 1986: data dell'inizio delle operazioni commerciali
- 11 luglio 1994: data del decreto che trasforma Superphénix in reattore di ricerca e dimostrazione[15]
- 28 febbraio 1997: data dell'annullamento del precedente decreto
- giugno 1997: data della decisione di arresto di Superphénix
- 21 dicembre 1998: data dello "shutdown" permanente
- 30 dicembre 1998: data del decreto di arresto definitivo di Superphénix[16]
- 6 ottobre 2000: data del decreto di dissoluzione della NERSA[17]
- 20 marzo 2006: data del decreto che autorizza EDF a procedere alle operazioni di smantellamento[18]

### 1974: Creazione della NERSA e inchiesta pubblica
Il 13 maggio 1974 è pubblicato il decreto autorizzante la creazione della società NERSA (Centrale nucléaire européenne à neutrons rapides SA). La NERSA è il frutto di una collaborazione internazionale tra EDF (51%), Enel (33%) e SBK (16%). All'origine, un reattore a neutroni rapidi raffreddato al sodio doveva essere costruito in ogni paese partner: il "SNR-300" a Kalkar in Germania Ovest e il "Prova Elementi di Combustibile" a Brasimone in Italia. Questi due progetti furono poi abbandonati dopo il disastro di Černobyl'.
Nell'autunno del 1974 è stata condotta un'inchiesta pubblica per la creazione dell'"installazione nucleare di base Superphénix" SPX). Il 23 ottobre 1974, la stampa regionale annunciò al pubblico questo progetto. Il 2 maggio 1975 a Bourgoin-Jallieu, due associazioni ambientaliste ("Mouvement Écologique Rhône-Alpes" e "Association de sauvegarde pour le site de Creys-Malville") fanno appello in tribunale per interrompere i lavori già intrapresi da EDF, invocando la qualità della vita come diritto fondamentale. Questo tribunale si dichiara incompetente il 30 maggio, rigettando la domanda delle due associazioni ambientaliste che sono condannate a pagare le spese processuali.
Nell'aprile 1976, il primo ministro francese Jacques Chirac autorizzò la NERSA a ordinare Superphénix. La decisione di costruire Superphénix fu presa senza nemmeno passare attraverso la commissione PEON, che era incaricata di orientare la produzione di energia nucleare. Valery Giscard d'Estaing, presidente della Repubblica francese, dichiarò allora «che con questo tipo di reattore e le sue riserve di uranio, la Francia avrà tanta energia quanto l'Arabia Saudita con tutto il suo petrolio».
Nel 1977 sono firmati il "decreto di utilità pubblica" (DUP), dal primo ministro francese Raymond Barre, e il "decreto di autorizzazione di creazione" (DAC), dal ministro dell'industria del commercio e dell'artigianato René Monory.

### 1976-1977: Manifestazioni a Creys-Malville
Una prima manifestazione si svolse durante l'estate del 1976 e permette ai manifestanti di accedere al sito. Cacciati dalla polizia, i manifestanti si rifugiano nel quartiere, dove sono ospitati spontaneamente, durante diversi giorni, presso vari privati. Il 31 luglio 1977, una nuova manifestazione contro il progetto ha luogo a Creys-Malville. Questa fu una delle più importanti manifestazioni nella storia del movimento antinucleare francese. A seguito di violenti scontri tra manifestanti e polizia, vi fu la morte di un manifestante di 31 anni, Vital Michalon (1946-1977), un centinaio di manifestanti e una decina tra le forze dell'ordine furono feriti.

### 1982: Attacco al cantiere
Nella notte del 18 gennaio 1982 venne effettuato un attacco con razzi contro la centrale non ancora completata da un gruppo "eco-pacifista". Cinque razzi vennero lanciati utilizzando un lanciatore RPG-7 di fabbricazione russa. L'edificio di contenimento non ancora completo venne danneggiato da due razzi, i quali per poco mancarono il nocciolo del reattore ancora vuoto, senza fare vittime.
L'8 maggio 2003, Chaïm Nissim, che nel 1985 venne eletto nel governo del cantone di Ginevra nel Partito Ecologista Svizzero, ammise l'esecuzione dell'attacco. Affermò che le armi furono ottenute da Rote Armee Fraktion grazie a Carlos lo Sciacallo e alle Cellule comuniste combattenti, un'organizzazione terrorista belga ispirata al comunismo.

### 1984-87: Messa in servizio e primo incidente
Il riempimento in sodio del reattore della centrale è effettuato nel 1984. La centrale entra in servizio il 7 settembre 1985 con la prima reazione a catena ed è collegata alla rete elettrica il 14 gennaio 1986. Secondo il dati della AIEA, il reattore produce 928,700 GWh di energia nel 1986, poi 812,100 GWh nel 1987, con rispettivamente un fattore di carico annuale del 15,6% e del 7,7%.
L'8 marzo 1987 avviene una fuga di 20 t di sodio liquido in una botte di stoccaggio del combustibile nucleare. Questa botte è un recipiente cilindrico nel quale si lascia raffreddare il combustibile usato un certo periodo, in attesa di trasferirlo o verso il nocciolo del reattore o verso l'esterno. Questa fuga fu dovuta ad un acciaio non adeguato, cosa che comporterà la fessurazione delle saldature e una fuga di sodio, un incidente classificato al livello 2 ("guasto") nella scala INES. Il 26 maggio 1987, il ministro dell'industria delle poste e del turismo Alain Madelin decide di fermare il reattore.

### 1989-90: Riavviamento e nuove manifestazioni
Il riavviamento del reattore è autorizzato il 12 gennaio 1989 con un decreto del primo ministro francese Michel Rocard. Secondo i dati della AIEA, la centrale produce 1756,440 GWh di energia nel 1989, poi 588,340 GWh nel 1990, con rispettivamente un fattore di carico annuale del 16,7% e del 5,6%.

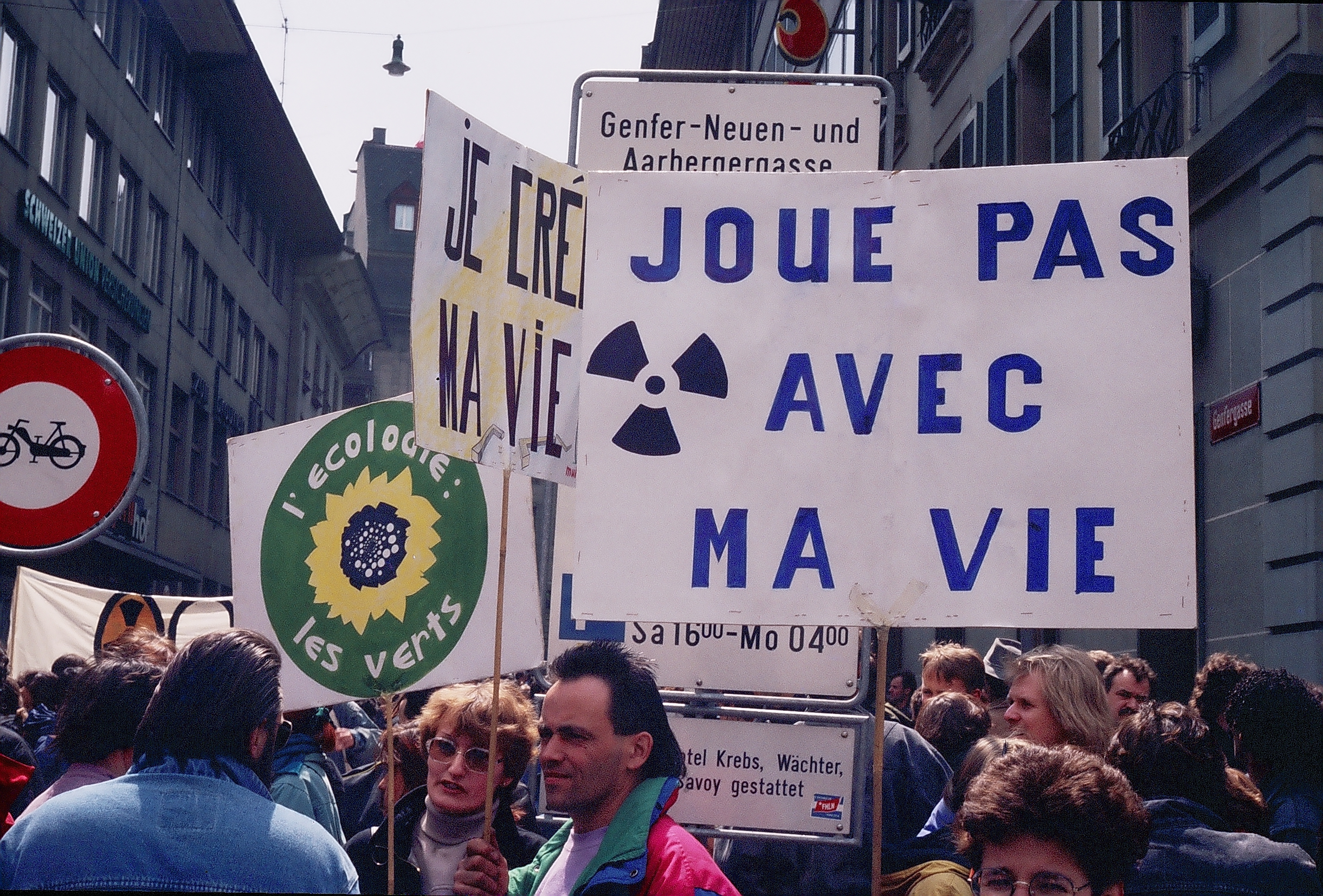
Manifestazione contro Superphénix a Berna nel 1989

Nel 1989, si costituisce il Comité européen contre Superphénix, raggruppante decine di associazioni e organizzazioni di diversi paesi europei, tra cui la Francia, la Svizzera e l'Italia. Il 26 aprile 1990, delle manifestazioni sono organizzate in diverse città in Francia, Svizzera e Italia sul tema «Tchernobyl 4 ans après, Malville aujourd'hui» (Černobyl' 4 anni dopo, Malville oggi).

### 1990: Due incidenti
Nel periodo in cui il reattore era di nuovo fermo dal 7 settembre 1989, avviene un secondo guasto di livello 2 nella scala INES il 12 aprile 1990. Una fuga di sodio su uno dei 4 circuiti primari impone lo svuotamento immediato di tutto il circuito incriminato (400 t). In effetti, il sodio deve essere mantenuto puro in ogni circostanza per evitare in particolare che delle impurità (ossidi, idruri, particelle metalliche, ecc.) non vengano ad ostruire il circuito di raffreddamento. La purificazione correlativa del sodio durerà 8 mesi.
Il 1º settembre 1990, l'avvio di una marcia antinucleare e pacifista avviene davanti Superphénix. Questa marcia, chiamata "Pélerinage International pour la Paix" (Pellegrinaggio Internazionale per la Pace), è durata un mese e mezzo, ha raggruppato 70 persone di 12 paesi differenti, ed è terminata a Saintes-Maries-de-la-Mer, nelle Bocche del Rodano, il 15 ottobre 1990.
Il 9 dicembre 1990, una parte del tetto della sala delle turbine cede sotto il peso di 80 cm di neve, questo crollo necessiterà la ricostruzione della superstruttura della metà dell'edificio. Il reattore era all'arresto quel giorno. L'edificio dell'alternatore e del reattore sono separati, il crollo non avrebbe quindi potuto aver delle gravi conseguenze secondo i portavoce di EDF.

### 1994: Riavviamento, nuova manifestazione, cambio di missione e nuovo incidente

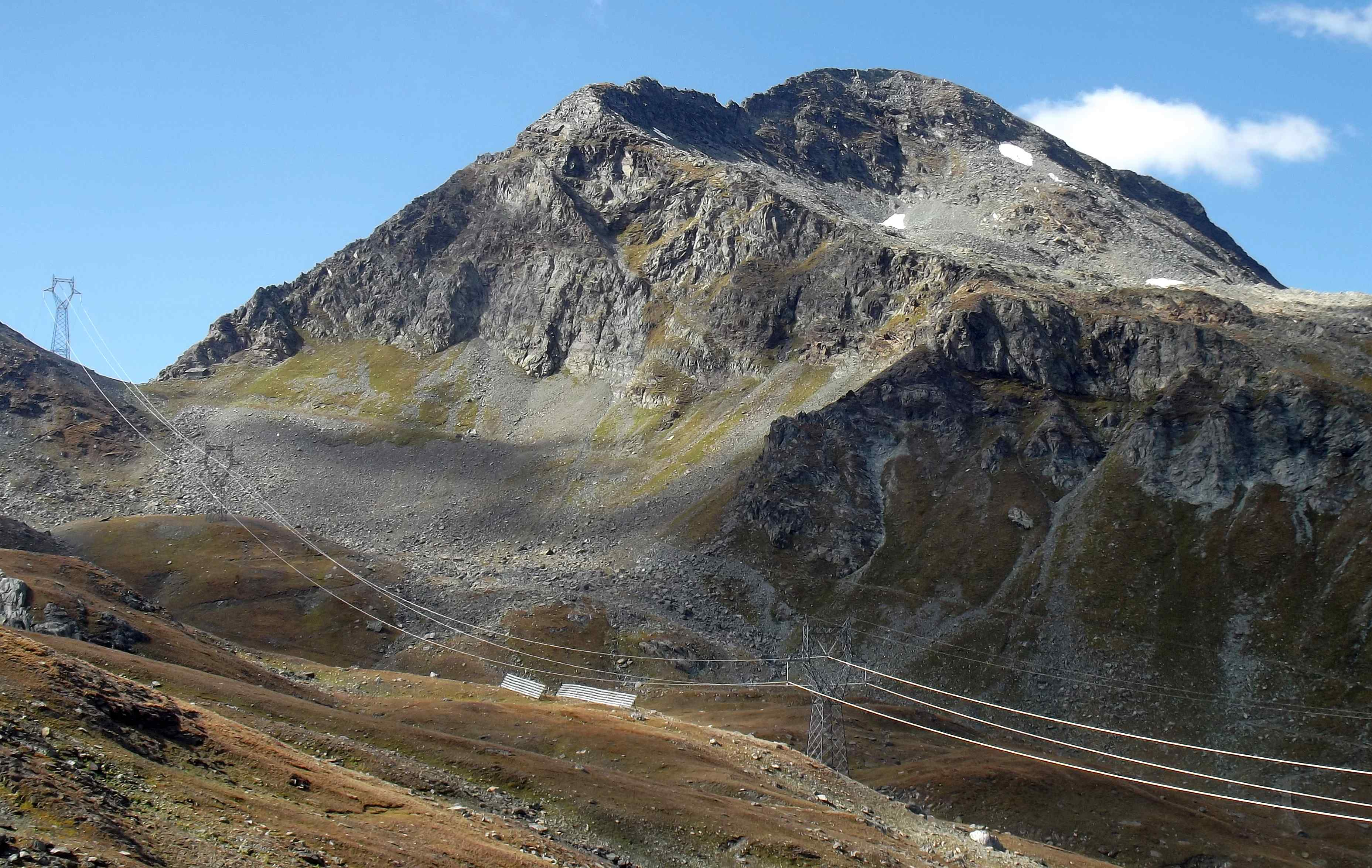
La linea ad alta tensione che trasportava in Italia l'elettricità prodotta da Superphénix attraverso la fenêtre de Champorcher, in Valle d'Aosta.

Il 19 gennaio 1994, il quotidiano Le Monde titola «Dopo tre anni e mezzo di arresto del surgeneratore, le autorità di sicurezza propongono un riavvio di Superphénix sotto condizioni». Durante tutto l'anno 1994, la centrale produce solamente 7,520 GWh di elettricità, con un fattore di carico di 0,1%.
Il 9 aprile 1994, una marcia Malville-Matignon contro Superphénix riunisce gli "Européens contre Superphénix", il "Comité Malville", "Contratom" (Svizzera), la FRAPNA, Greenpeace, il GSIEN, il WWF e più di 250 associazioni di Francia, Svizzera, Italia e Germania. Dei militanti avevano distribuito delle false banconote da 100 franchi sulle quali si leggeva, da un lato «Super-Phénix coûte 100 francs toutes les cinq secondes» (Superphénix costa 100 franchi ogni cinque secondi) e dall'altro lato «Ne pourrions-nous rien faire de mieux de cet argent?» (Non potremmo fare di meglio di questi soldi?). La Banca di Francia presenta denuncia per contraffazione di moneta.
Nel luglio 1994, la missione iniziale di Superphénix – produrre elettricità – viene modificata dalla pubblicazione di un decreto (dell'11 luglio 1994). Superphénix diventava un semplice «laboratorio di ricerca e dimostrazione», nel quale la produzione di elettricità non era più una priorità.
Nel dicembre 1994 si verificò un quarto guasto importante: una perdita di argon in uno scambiatore di calore sodio-sodio posto all'interno del reattore stesso. La ristrutturazione durerà 7 mesi.

### 1995: Riavviamento e battaglia giuridica
Superphénix è riavviato nel settembre 1995, questa fu l'occasione di una vigorosa lotta tra il ministro dell'Ambiente Corinne Lepage e il ministro dell'Industria, della Posta e delle Telecomunicazioni Franck Borotra: a causa di irregolarità legali, Corinne Lepage ha rifiutato di firmare il decreto di autorizzazione per il riavvio del reattore e ha implicitamente minacciato il primo ministro francese Alain Juppé di dimettersi. Inoltre, Corinne Lepage è stata l'avvocato della Repubblica e Cantone di Ginevra nelle loro azioni legali volte alla chiusura del super-reattore. Secondo i dati dell'AIEA, la produzione di energia dell'impianto è stata zero durante l'anno 1995.
L'anno 1996 è stato il miglior anno per quanto riguarda la produzione di elettricità della centrale, con 3391,610 GWh di elettricità, con un fattore di carico di 32,2%. Nel dicembre 1996 comincia un arresto programmato di sei mesi per il controllo decennale dei generatori di vapore, arresto che poi sarà definitivo.

### 1997: Decisione di arresto definitivo
Nel febbraio 1997, mentre il rettore è ancora in arresto, il Consiglio di Stato annulla il decreto di riavvio di Superphénix preso nel luglio 1994, col motivo che la nuova missione (di ricerca e dimostrazione) affidata a Superphénix avrebbe necessitato di una nuova inchiesta pubblica.
Il 19 giugno 1997, Lionel Jospin, Primo ministro francese del governo della sinistra plurale, annuncia: «Superphénix sera abandonné» (Superphénix sarà abbandonato). Il governo ha preso la sua decisione e un decreto ministeriale del 30 dicembre 1998 conduce all'arresto definitivo di Superphénix. Le ragioni invocate, influenzate dalla pressione dell'opinione pubblica, furono che il debole prezzo dell'uranio non giustificata più degli investimenti in questa filiera. Nel gennaio 1998, il Consiglio dei Ministri conferma che Superphénix non sarà riavviato. I critici argomentarono che la decisione di Jospin fosse dovuta più al desiderio di contentare i suoi alleati politici che a considerazioni razionali. Comunque, il reattore non produsse elettricità per parte del tempo per malfunzionamenti, e per molto più tempo per impedimenti di carattere politico e amministrativo.
Fin dall'arrivo al potere della sinistra plurale, i Verdi hanno chiesto l'arresto e lo smantellamento di Superphénix. Nell'aprile 1997, la Commissione per la produzione e il commercio dell'Assemblée nationale ha rilevato che «l'arrêt immédiat du réacteur est, en tout état de cause, plus coûteux que la poursuite de l'activité même grevée d'un faible taux de disponibilité de l'infrastructure» (l'arresto immediato del reattore è, in ogni caso, più costoso del proseguimento dell'attività, anche se essa è soggetta a un tasso basso di disponibilità dell'infrastruttura). Inoltre, il rapporto del Sénat conclude, su un bilancio della Cour des comptes, che «au total, compte tenu des hypothèses d'EDF, retarder l'arrêt de l'exploitation de la centrale jusqu'à la fin de la convention entre les partenaires dans NERSA, soit fin 2000, aurait probablement été globalement neutre sur le plan financier.» (in totale, tenendo conto delle ipotesi di EDF, ritardare l'arresto dello sfruttamento della centrale fino alla fine della convenzione tra i partner nella NERSA, ovvero entro la fine del 2000, sarebbe probabilmente stato sostanzialmente neutro dal punto di vista finanziario).
Nel luglio 1997, a seguito della decisione di chiudere Superphénix, gli Européens contre Superphénix scompaiono e creano il Réseau Sortir du nucléaire.
Estratto del rapporto del Sénat del 1998:
(Henry Revol, Il était une fois... Superphénix)
I costi di compensazione degli azionisti stranieri di NERSA (la società italiana Enel e la società tedesca SBK), respinti dalla decisione del governo francese, sono stati compensati dalle forniture di elettricità da EDF a questi partner stranieri tra il 1996 e il 2000.
Il Superphénix è stato l'ultimo reattore autofertilizzante veloce in Europa per la produzione civile di energia elettrica. Secondo un rapporto del 1996 della Cour des comptes il costo totale dell'impianto (spese di costruzione, di funzionamento e per l'arresto, meno i ricavi della produzione di elettricità) sarebbe intorno ai 60 miliardi di franchi del 1994 (9,14 miliardi di €).
Il 6 ottobre 2000 è stato dichiarato lo scioglimento della société anonyme denominata "Centrale nucléaire européenne à neutrons rapides SA" (NERSA).
I reattori "Superphénix 2" e "European Fast Reactor" (EFR), rimasti allo stadio di studi progettuali, dovevano essere i successori di Superphénix.
Il CEA ha iniziato nel 2010 a lavorare su un nuovo reattore a neutroni rapidi: ASTRID (Advanced Sodium Technological Reactor for Industrial Demonstration), un dimostratore tecnologico per i reattori nucleari di quarta generazione, da realizzare sul sito nucleare di Marcoule.
Il 1º dicembre 2015, è reso noto che Areva DS (in seguito Orano DS) assicurerà lo smantellamento dell'interno del reattore Superphénix e il trattamento dei rifiuti, entro il 2024.

### Decostruzione e smantellamento
Le attività legate alla decostruzione del reattore iniziano nel 1999. Tra il 1999 e il 2007 vengono effettuate delle attività volte all'eliminazione dei rischi nucleari e allo smantellamento della parte non nucleare della centrale, in particolare: lo svuotamento del combustibile, lo smantellamento della sala macchine e degli altri equipaggiamenti non radioattivi, la costruzione delle installazioni necessarie per il proseguimento dello smantellamento.
Le ultime delle 650 barre di combustibile furono rimosse dal reattore il 18 marzo 2003 e sono ora stoccate in vasche di raffreddamento. Per quanto riguarda il sodio di raffreddamento, devono essere costruite delle unità per il suo trattamento. Al momento, si tratta di 3000 t di sodio primario e 2500 t di sodio secondario o dei circuiti ausiliari. Per la loro rimozione, il sodio viene mantenuto a una temperatura di 180 °C perché sia liquido, e venga drenato verso l'impianto di trattamento chimico, chiamato TNA. Una volta giuntovi, viene trasformato in soda caustica tramite un processo chimico ben collaudato, già provato a scala industriale nel 1993 a Cadarache (37 t di sodio) e nel reattore PFR di Dounreay (900 t di sodio); date le basse quantità di materiale in gioco, i pericoli di reazione sodio/acqua sono limitati. L'impiego contemporaneo di due linee per il drenaggio, permetterà la rimozione di 5 t di metallo al giorno, cioè 1825 t all'anno.
Per la stabilizzazione e la solidificazione della soda è stato anche costruito nella vecchia sala turbine un impianto di miscelazione del cemento, in cui verranno prodotti dei blocchi di calcestruzzo, classificati per la loro radioattività come VLLW ("very low-level waste"). Alla fine delle operazioni, le 5500 t di sodio produrranno 24000 m³ di soda che, miscelate con il cemento, produrranno 36700 m³, circa 70000 t, di calcestruzzo.
Secondo altre fonti si tratta di 1500 t di sodio del circuito secondario e di 4000 t di sodio radioattivo del circuito primario che attualmente si trova ancora nel nucleo del reattore e che deve essere mantenuto a 180 °C di temperatura (con enormi consumi di elettricità).
Gli anni tra il 2007 e il 2017 sono stati dedicati all'eliminazione dei rischi legati alla presenza del sodio radioattivo.
Tra il 2010 e il 2014, i 6000 m³ di sodio del recipiente del reattore e del circuito secondario sono stati trasformati in soda caustica debolmente radioattiva, prima di essere mescolati con del cemento per formare dei blocchi di calcestruzzo: 37 000 blocchi, ovvero 70000 m³. Questi blocchi sono stoccati sul sito, in attesa del loro trasferimento verso uno dei centri di stoccaggio dell'ANDRA. In parallelo, dal 2009, è stato effettuato lo smantellamento degli equipaggiamenti nucleari: i grossi componenti, ovvero le 4 pompe primarie, gli 8 scambiatori intermedi e le 4 pompe secondarie, sono stati progressivamente ritirati, trattati, smontati ed evacuati. Dopo queste operazioni, la tappa seguente è il taglio del "recipiente" (vessel) del reattore, che è il più grande al mondo. Una volta terminata questa operazione, il cantiere proseguirà con la decostruzione degli edifici e lo smantellamento dei generatori di vapore fino alla bonifica dei terreni all'orizzonte 2030.
Nel 2015, il 55% della decostruzione del reattore è completato. Lo svuotamento del "recipiente" (vessel) del rettore, che conteneva in origine 5900 t di sodio radioattivo, è stato completato, grazie all'utilizzo di un innovativo robot laser "CHARLI", con il taglio delle tubature di connessione tra il circuito primario e il telaio di base che supportava i gruppi di combustibile. Il sodio è stato trasformato in idrossido di sodio e compattato in blocchi di calcestruzzo. A questo punto comincia la decostruzione delle parti esterne del reattore.
Nel 2017, il cantiere di smantellamento prevede la messa in acqua del recipiente del reattore, un'operazione decisiva e propedeutica alla sua apertura e alla sua decostruzione. Questa operazione iniziò il 1º giugno 2017 e fu terminata il 10 ottobre 2017.
Nel 2018 è stato aperto il coperchio del recipiente del reattore, seguirà lo smantellamento delle parti interne del reattore e dei suoi equipaggiamenti; il completamento di tutte le operazioni di smantellamento e decostruzione è previsto all'orizzonte 2030.

## Bilancio di Superphenix

### Operatività

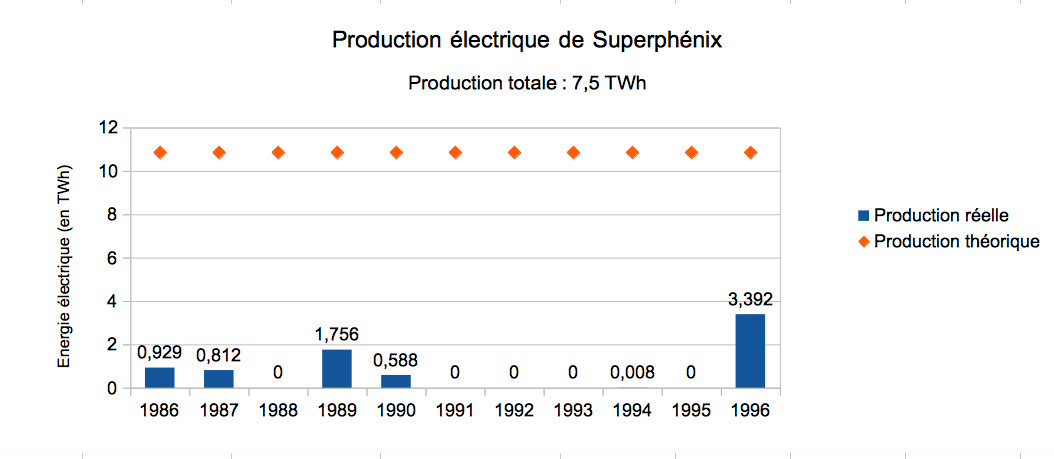
Produzione elettrica di Superphénix (1986-1996) secondo l'AIEA.

Il bilancio dell'operatività di Superphénix, nel periodo gennaio 1986 - novembre 1996 (10 anni e 11 mesi), può essere sintetizzato in:
- 52 mesi di funzionamento normale, in quattro periodi diversi (16, 15, 5 e 16 mesi),
- 25 mesi di arresto e rimessa in servizio a seguito di 3 incidenti importanti (10, 8 e 5 mesi),
- 54 mesi di procedure amministrative, durante le quali il reattore, che è in grado di funzionare, è all'arresto, perché non autorizzato a funzionare (10, 16+24 e 1 mesi).

Il fattore di disponibilità di energia è stato del 9,2%, il fattore di operatività del 14,4% e il fattore di carico del 7,9%. Queste cifre estremamente basse si spiegano con i diversi periodi di indisponibilità, dovuti a problemi politici, amministrativi o tecnici o a spegnimenti temporanei o a lavori sul reattore.
La potenza nominale della centrale era di 1,2 GW, sebbene nel corso degli anni la sua disponibilità fu tra lo zero e il 33%. Con il passare del tempo, si generano altri problemi per un altro motivo: il sistema di raffreddamento del sodio liquido subì corrosioni e perdite. Questi problemi vennero finalmente risolti e nel dicembre 1996 la potenza raggiunse il 90% della potenza nominale.
L'impianto fu chiuso temporaneamente nel settembre 1990: due precedenti incidenti in quell'anno erano culminati in un terzo che innescò uno spegnimento automatico del reattore, e tre mesi dopo, il 13 dicembre 1990, subì danni strutturali (crollo del tetto della sala macchine) in seguito a una forte nevicata. La produzione riprese nel 1994, dopo una nuova autorizzazione governativa.
Fino al mese di dicembre 1994, la centrale era stata connessa alla rete di EDF per 10 mesi e produsse 4,3 TWh di elettricità, per un valore di circa 1 miliardo di franchi nel 1995. Nel 1996 la centrale fu connessa alla rete per 8 mesi e produsse 3,4 TWh, per un valore di 850 milioni di franchi.
Nel luglio 1994, un decreto trasformò Superphénix in reattore di ricerca e di dimostrazione, ma questo decreto fu annullato nel febbraio 1997 dal Consiglio di Stato, malgrado un progetto economicamente valido e un tasso di carico di più del 30% nel 1997. A seguito di questo, la NERSA ha depositato una nuova autorizzazione per utilizzare la centrale; nel febbraio 1998 il governo decise di non accordare questa autorizzazione e nell'aprile notificò alla NERSA di avviare il processo di arresto definitivo.
In 12 anni di vita, 4 anni e mezzo (53 mesi) vennero impiegati nell'esercizio normale della centrale, la maggior parte del tempo a potenza ridotta; 2 anni (25 mesi) di fermo per risolvere problemi tecnici dovuti al prototipo e altri 5 anni e mezzo (66 mesi) vennero persi per questioni politiche e amministrative.

### Bilancio della produzione

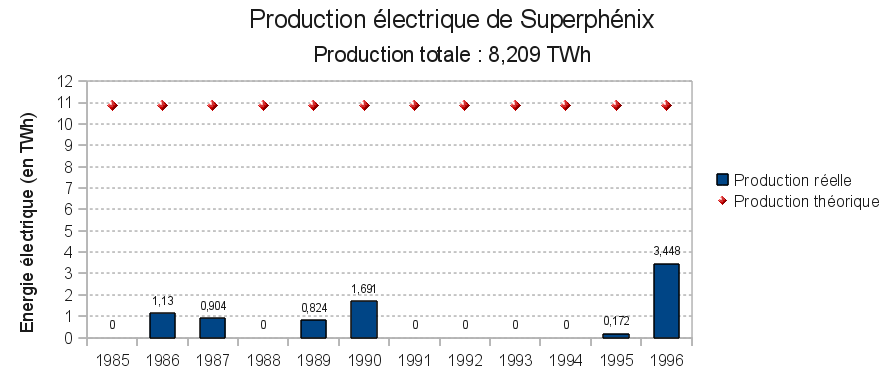
Produzione elettrica di Superphénix (1985-1996) secondo "Wise-Paris".

La produzione elettrica del reattore Superphénix è rimasta molto più debole delle previsioni teoriche degli ingegneri di EDF. Se il reattore avesse funzionato alla potenza massima netta di 1200 MW tutto l'anno (per 8 760 ore), la produzione sarebbe stata di 10512 GWh all'anno, ovvero una produzione elettrica teorica di 136656 GWh sul periodo 1986-1998. Tuttavia la produzione di elettricità totale su tutto il periodo di funzionamento, dal 1986 al 1998, è stata di 8209 GWh secondo "Wise-Paris" e di 7484,71 GWh secondo l'AIEA. Queste cifre rappresentano quindi un fattore di carico medio (sul periodo 1986-1998) tra il 6,3% e il 7,9%.

### Bilancio finanziario
| Tasso di disponibilità della centrale          | 35%  | 46%  | 60%  |
| Produzione totale in TWh                       | 21   | 28   | 36   |
| I - Ricavi dell'energia prodotta               | 5,3  | 7    | 9    |
| Costi fino al 31 dicembre 1994                 | 34,4 | 34,4 | 34,4 |
| Spese dal 31 dicembre 1994 al 31 dicembre 2000 | 7    | 7    | 7    |
| Oneri legati all'arresto della centrale        | 27,4 | 27,4 | 27,4 |
| II - Montante totale (costi+spese+oneri)       | 68,8 | 68,8 | 68,8 |
| III - Costo della centrale (II-I)              | 63,5 | 61,8 | 59,8 |

Il prezzo della costruzione di Superphénix è stato stimato a 26 miliardi di franchi, su una previsione di 4 miliardi di franchi.
Nel rapporto pubblico annuale del 1996, la Cour des comptes, valuta il costo di Superphénix al 31 dicembre 1994 a 34,4 miliardi di franchi (del 1994); inoltre, nell'ipotesi di arresto del reattore al 31 dicembre 2000, essa stima il costo della centrale, dalla sua costruzione fino al suo smantellamento, a 68,8 miliardi di franchi (del 1994), ovvero altri 34,4 miliardi di franchi (del 1994).
Nel rapporto sui costi della filiera elettronucleare del 2012, la Cour des comptes valuta che Superphénix è costato in totale 12 G€ (del 2010, ovvero 60 miliardi di franchi del 1994) sul periodo 1974-1997, costi comprensivi di costruzione, funzionamento, arresto (escluso lo smantellamento) e spese finanziarie.
Per fare un bilancio completo, bisogna aggiungere anche il costo dello smantellamento, che era stimato dalla Cour des comptes nel 2008 a 955,1 M€ (del 2010), in diminuzione del 14% rispetto alla stima del 2001. Nel 2012, la Cour des comptes ha aggiornato il costo dello smantellamento a 1311,5 M€ (del 2013), in aumento del 23,1% rispetto alla stima del 2001.
Dei dati economici che approvavano la prosecuzione dell'attività di Superphénix nonostante il suo significativo costo iniziale sono stati presentati dalla Commissione per la produzione e il commercio dell'Assemblea nazionale nell'aprile 1997:
- la maggior parte dei costi di gestione del reattore appartengono al passato;
- il funzionamento continuo del reattore non dovrebbe generare perdite sostanziali e potrebbe persino, se il tasso di disponibilità è almeno del 46%, generare risorse;
- la chiusura immediata del reattore è, in ogni caso, più costosa della prosecuzione dell'attività anche gravata da un basso tasso di disponibilità dell'infrastruttura.

Secondo il rapporto della Commissione per la produzione e il commercio, il rilancio di Superphénix era quindi economicamente sostenibile, così come anche indicato dalla successiva commissione d'inchiesta parlamentare del 1998.
Superphénix aveva in effetti un costo operativo incomprimibile di 900 milioni di franchi all'anno, e si poteva sperare che generasse tra 1,5 e 2 miliardi di franchi all'anno (sapendo che il combustibile nucleare presente poteva consentire la produzione per 1.500 giorni interi, ossia 4 anni), a condizione di non avere altri problemi operativi (tecnici, politici o amministrativi).
Le spese operative derivano principalmente da incidenti tecnici che hanno interessato la disponibilità dell'impianto.
La seconda causa di costi aggiuntivi era la mancanza di produzione di elettricità e quindi di entrate economiche. Superphénix in 11 anni ha lavorato per 53 mesi, ha subito riparazioni per 25 mesi, ma è stato arrestato per 54 mesi. La produzione di elettricità ha fornito solo 2 miliardi di franchi.
Il culmine delle difficoltà amministrative di Superphénix è stato raggiunto nel 1993 con il rinnovo dell'inchiesta pubblica di autorizzazione, che è durata un anno, durante il quale l'impianto non poteva funzionare.
Tuttavia, va notato che Superphénix è stato chiuso nel 1997 dopo il suo miglior anno di funzionamento, durante il quale il fattore di carico ha raggiunto il 31%. Superphénix era programmato per funzionare fino al 2015.

### Immagine della Francia
L'immagine dell'industria francese all'estero è stata gravemente degradata dal progetto Superphénix. Secondo il rapporto dell'Assemblea nazionale del 1998, la Francia appariva isolata in una filiera nucleare che sembrava abbandonata da molti paesi.
Gli azzardi del calendario hanno fatto sì che il disastro di Černobyl' si sia verificato nello stesso periodo (aprile 1986) della messa in servizio di Superphénix. La mancanza di trasparenza e gli errori di comunicazione in Francia sulle conseguenze del disastro di Černobyl' hanno portato a una certa diffidenza dell'opinione pubblica nei confronti della sicurezza nucleare, e questa diffidenza si è poi estesa alla filiera dei reattori a neutroni veloci (FNR), il cui design è molto diverso da quello del reattore nucleare RBMK sovietico.
La responsabilità sociale dei costruttori e degli operatori del reattore è stata discussa tramite le informazioni diffuse dalle reti antinucleari internazionali (Greenpeace), nazionali (Réseau sortir du nucléaire) e locali (Associations loi 1901, Comité Malville, ecc.). Oggi, la rete internet consente a molte organizzazioni di comunicare facilmente su queste problematiche.
Tuttavia, molti esperti che hanno partecipato al Generation IV International Forum concordano sul fatto che i reattori a neutroni veloci hanno un livello di sicurezza equivalente a quello di un reattore nucleare ad acqua pressurizzata. I "reattori veloci autofertilizzanti al sodio", quale è Superphénix, sono uno dei 6 sistemi tecnologici selezionati dal GIF per i futuri reattori nucleari civili di IV generazione.

### Impatto sull'opinione pubblica francese
Le conseguenze sono state anche gravi dal punto di vista dell'impatto sull'opinione pubblica in Francia:
- previsioni troppo allarmistiche sul prezzo dell'uranio, negate dai fatti;
- promozione di una filiera nucleare senza mezzi termini, processo decisionale senza un reale dibattito;
- comunicazione insufficiente;
- procrastinazione amministrativa e fluttuazioni nel ruolo attribuito al reattore.

Questa mancanza di comunicazione in Francia è stata molto dannosa per l'immagine di una filiera, che presenta alcuni vantaggi e che è stata poi scelta a livello internazionale dal Generation IV International Forum per i reattori nucleari di IV generazione:
- migliore utilizzo della risorsa naturale;
- possibilità di incenerimento di rifiuti radioattivi a vita lunga;
- sicurezza operativa equivalente a quella di un reattore nucleare ad acqua pressurizzata, data la presenza di un circuito secondario. Questa affermazione deve essere presa da un punto di vista del rischio di contaminazione iniziale ed escludendo i problemi intrinseci all'uso di sodio e alle conseguenze dell'esposizione all'ambiente esterno. Un contatto di acqua o di aria con i primi due circuiti può indurre degradazioni strutturali di dimensioni tali da causare una notevole dispersione di prodotti radioattivi;
- poco bisogno di acqua per il raffreddamento.

### Ritorno di esperienza sulla filiera
Lo sfruttamento di Superphénix è stato accuratamente documentato da esperti in ingegneria della conoscenza, nei sistemi di intelligenza collettiva.
Dopo l'arresto del reattore il CEA, EDF e AREVA hanno iniziato a organizzare l'archivio di tutti i dati sul reattore in un database informatico comune alle tre imprese. Questo lavoro permette da un lato di preservare la memoria del passato e dall'altro lato di trasmettere delle conoscenze e avere un ritorno di esperienza per il futuro, in particolare in prospettiva della realizzazione dei reattori di IV generazione (ASTRID).
Le competenze europee nella filiera industriale dei reattori a neutroni veloci sono state ampiamente mantenute, ma esse sono state ampiamente sfruttate anche da altri Paesi, in grado di recuperare l'esperienza industriale di altri e di creare reti di conoscenza: il Giappone (Monju), poi gli Stati Uniti, che, dopo aver chiuso il reattore Clinch River, si sono orientati alla ricerca sulla chiusura del ciclo del combustibile nucleare. Le ricerche sui reattori di IV generazione testimoniano dell'interesse per questo modello di reattore.

### Incidenti
Il reattore ha avuto tre guasti "importanti", che hanno causato 25 mesi di indisponibilità del reattore per i lavori di rimessa in servizio, a cui aggiungere altri 54 mesi di arresto a causa di procedure amministrative.
- 8 marzo 1987: fuga di 20 tonnellate di sodio liquido dal bariletto di stoccaggio del combustibile; incidente classificato al livello 2 «guasto» nella scala INES.
- 29 aprile 1990: fuga di sodio da uno dei quattro circuiti primari principali, che implica lo svuotamento immediato di tutto il circuito (400 tonnellate di sodio); incidente classificato al livello 2 «guasto» nella scala INES. Durante questo periodo di arresto, l'8 dicembre 1990, a causa di una nevicata eccezionale, si verifica il crollo del tetto della sala delle turbine; questo evento non ha alcun impatto sulla sicurezza nucleare dal momento che il reattore era già all'arresto e inoltre la sala del reattore e la sala delle turbine sono separate.
- 25 dicembre 1994: fuga di argon in uno scambiatore di calore sodio-sodio.

## Schema e funzionamento

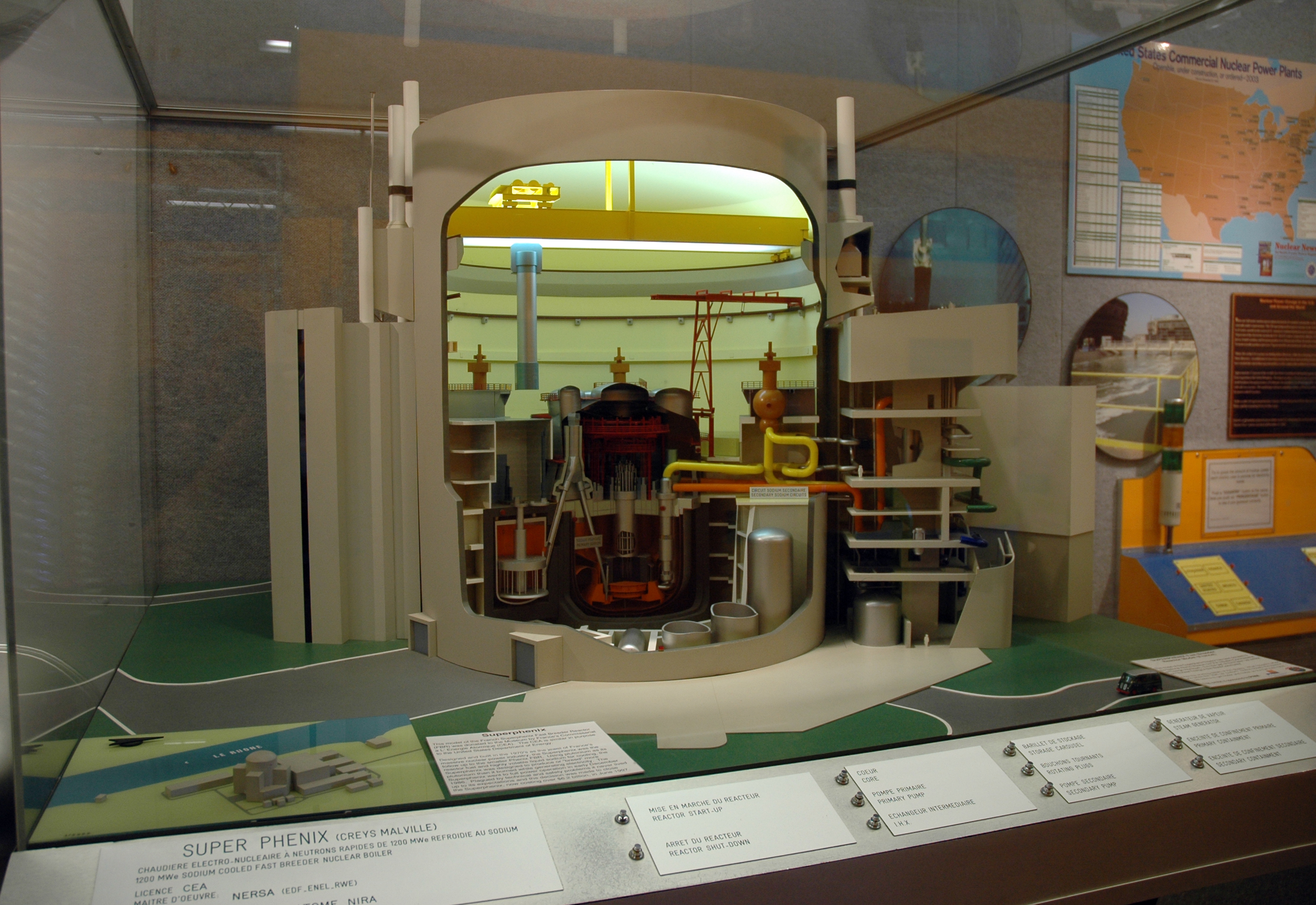
Modello in scala spaccato del reattore Superphénix

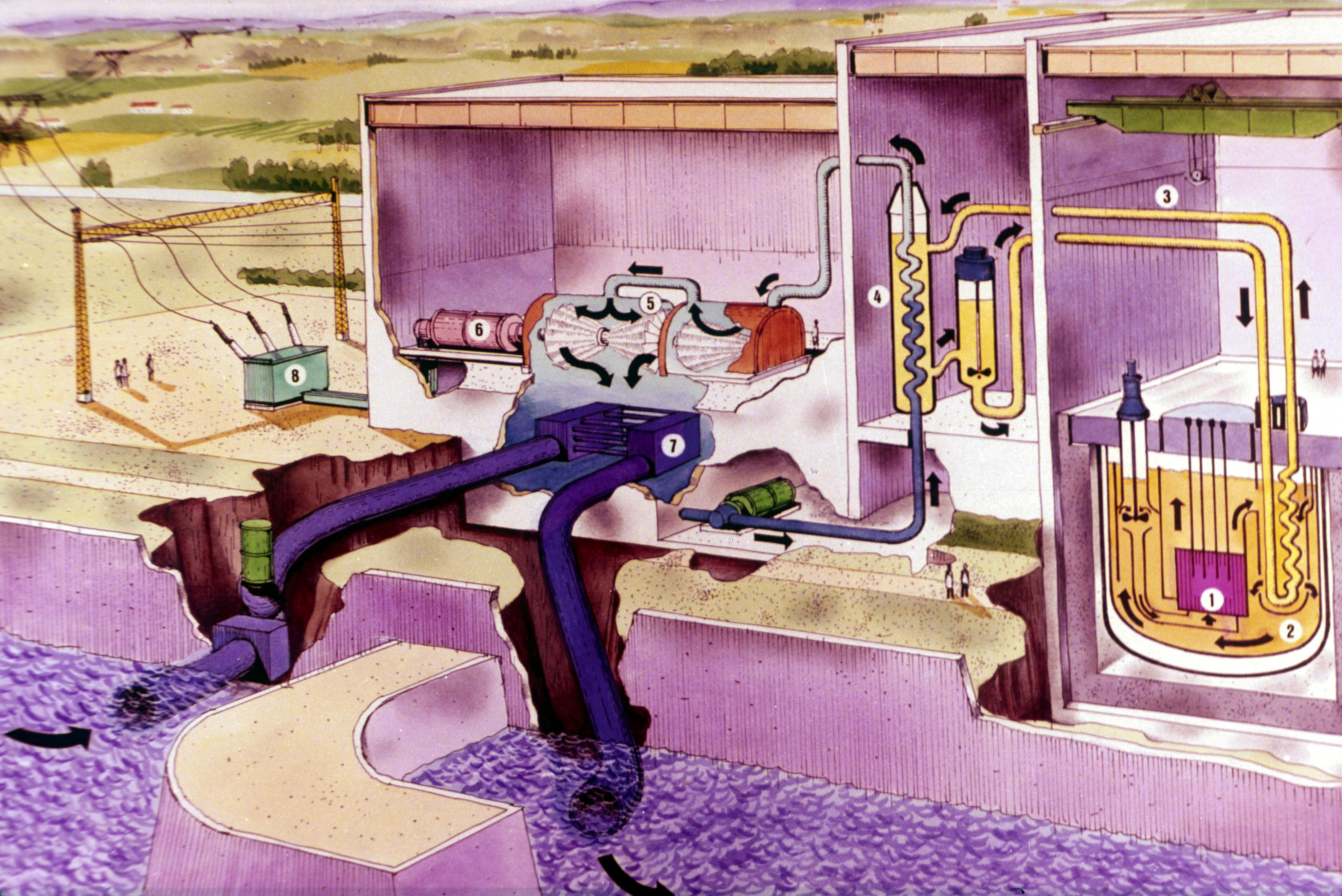
Disegno spaccato di un reattore nucleare veloce autofertilizzante, quale è Superphénix

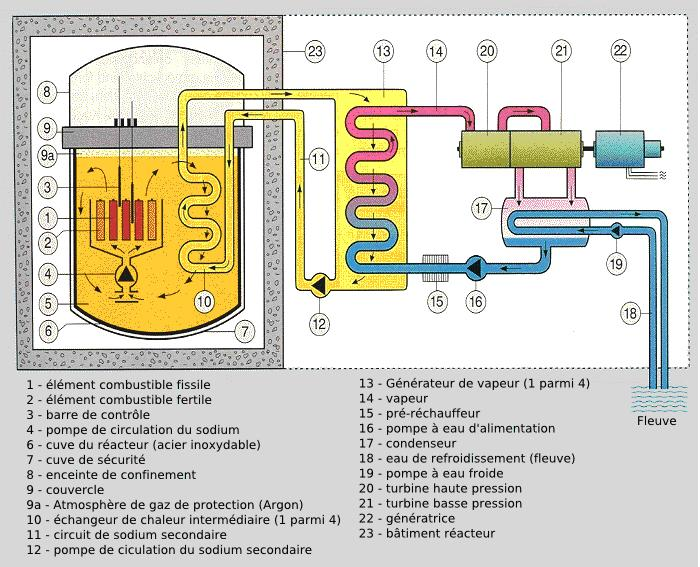
Schema di funzionamento di un reattore nucleare veloce al sodio, quale è Superphénix

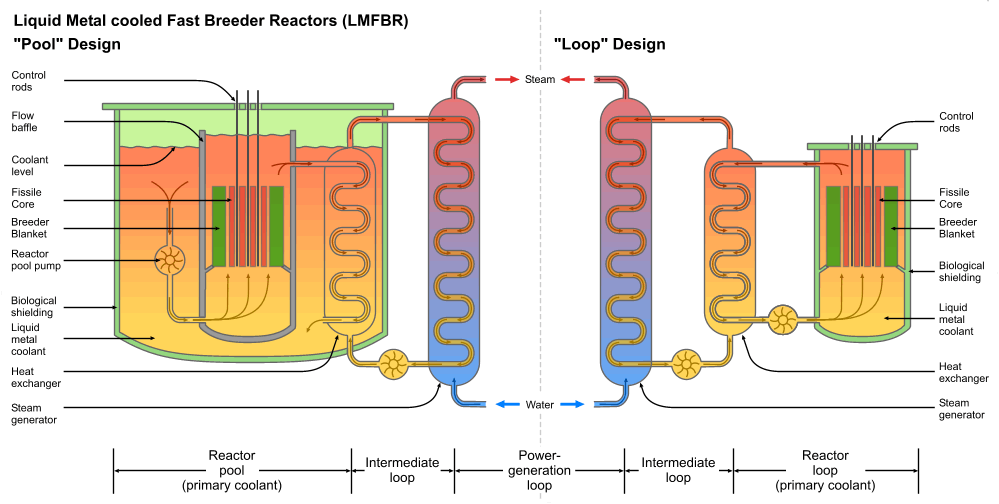
Questo schema, relativo ad un reattore nucleare a metallo liquido (LMFBR), illustra la differenza tra un rettore a piscina ("pool") e a ciclo ("loop")

### Schema tecnico
Il progetto scelto per Superphénix – che ricalcava quello di Phénix – è stato quello di un "reattore integrato" (le tre grandi componenti del circuito primario – pompe, barre di controllo e scambiatori di calore – sono inseriti nella "piscina" principale) con tre cicli secondari. Questi avevano dei generatori di vapore modulari che permettevano di produrre il vapore acqueo necessario al funzionamento della turbina. Il circuito acqua-vapore produceva in maniera classica dell'elettricità attraverso una turbina a vapore. Tra i due era inserito un circuito secondario di sodio non contaminato, in modo da separare i rischi chimici legati al sodio dai rischi radioattivi del circuito primario.
Il reattore può essere suddiviso in tre parti principali:
- il bâtiment reacteur (edificio reattore), che contiene le 4 pompe di sodio primarie, le barre di controllo (e di arresto) e gli 8 scambiatori di calore intermedi,
- il bâtiment des générateurs de vapeur (edificio dei generatori di vapore), con i circuiti secondari, che contiene con le 4 pompe di sodio secondarie e i 4 generatori di vapore,
- il bâtiment des installations de production d'électricité (edificio delle installazioni di produzione di elettricità), che contiene la turbina a vapore, i 2 alternatori da 600 MW (800 000 hp)e ciascuno e la pompa di alimentazione d'acqua fredda (proveniente dal Rodano).

Superpénix era un reattore di 3000 MWt di potenza termica e di 1242 MWe di potenza elettrica lorda, entrambe nominali (1200 MWe netta).

### Principio di funzionamento
Il reattore a neutroni veloci Superphénix era un reattore progettato per sviluppare potenza paragonabile a quella di una centrale nucleare classica o di due centrali termoelettriche di grossa taglia: ovvero 3000 MWt e 1240 MWe, con quindi un rendimento lordo del 41,3%. Il combustibile principale del reattore è il plutonio-239, ma era anche possibile usare MOX (miscela di plutonio e uranio impoverito) derivato dal riprocessamento. Lo sviluppo di questo combustibile, utilizzato anche nelle centrali nucleari classiche è stato anche uno dei motivi invocati per lo smantellamento di Superphénix.
Il principio di funzionamento di Superphénix è quello di un reattore nucleare a fissione che utilizza neutroni veloci (quindi senza moderatore) e utilizza il sodio liquido come refrigerante nel circuito di raffreddamento primario. Ogni fissione di nucleo pesante rilascia circa 200 MeV. Di conseguenza, 1 g di combustibile fornisce circa 22,4 MWh di energia termica. Per un funzionamento a piena potenza (3 GW) per 300 giorni all'anno, il consumo annuale di Superphénix sarebbe stato di circa 960 kg di plutonio. Questa cifra può essere correlata alle 27 t di uranio arricchito di un reattore nucleare ad acqua pressurizzata.
Il combustibile nucleare misto plutonio-uranio (MOX) richiesto da Superphénix veniva fabbricato nel Atelier de technologie du plutonium (ATPu) di Cadarache. Il circuito di raffreddamento di Superphénix era del tipo piscina: il calore prodotto nel reattore Superphenix era asportato con il sodio liquido (a 550 °C). In effetti, era necessario che il materiale fosse un fluido refrigerante efficace (come l'acqua) e che non rallentasse i neutroni (diversamente dall'acqua). Questo primo circuito (primario) di sodio scambiava calore con un circuito secondario anch'esso di sodio, e solo a questo punto con un terzo circuito in cui veniva prodotto il vapore acqueo da mandare alle turbine.
Superphénix aveva lo scopo di produrre più plutonio di quanto non ne consumasse, questo è il principio dell'autofertilizzazione o surgenerazione. Questa proprietà è dovuta al bilancio neutronico. Sono state condotte delle ricerche su Superphenix per sperimentare un tale tipo reattore di autofertilizzante. Queste ricerche si sono concentrate principalmente sulla neutronica e in particolare su un esame dettagliato del bilancio dei neutroni nel reattore. Queste ricerche sono state parzialmente interrotte dalla chiusura di Superphénix, ma continuano nell'ambito del Generation IV International Forum.

### Elettrodotto Superphénix
A seguito della costruzione della centrale, è stato costruito un elettrodotto aereo "Albertville-Rondissone" doppia terna ad altissima tensione da 380 kV (lungo 65 km), per trasportare l'eccesso di energia elettrica prodotto verso l'Italia al nodo elettrico di Rondissone. Il progetto era stato contestato per motivi paesaggistici e ambientali in quanto avrebbe attraversato zone incontaminate delle Alpi valdostane; in seguito alla chiusura della centrale nucleare, il Consiglio regionale della Valle d'Aosta ha richiesto lo smantellamento della linea, che non è stato eseguito. I tralicci dell'elettrodotto sono stati più volte oggetto di attentati.

## Dibattito su Superphénix
Superphénix è stato sempre al centro di intense polemiche, i suoi sostenitori argomentavano in suo favore, mentre gli attivisti antinucleari argomentavano contro di lui. I Verdi sono stati contro Superphénix sin dalla sua progettazione e costruzione e poi un'associazione nazionale chiamata "Réseau Sortir du nucléaire" è stata formata alla sua chiusura, riunendo centinaia di organizzazioni, comitati locali, associazioni ambientaliste, movimenti di cittadini e partiti.
Il dibattito si è svolto anche in Svizzera, il cui confine è situato a meno di 100 km dal sito di Creys-Malville. Jacques Neirynck, professore alla Scuola politecnica federale di Losanna, e Alex Décotte, giornalista di Télévision Suisse Romande, hanno contribuito alla riflessione dal 1988 con la pubblicazione del loro romanzo nel febbraio 1989 Et Malville explosa, seguito da una versione rivista pubblicata ad agosto 1997 con il titolo Les cendres de Superphénix.

### Rischi di incidenti e sicurezza
La centrale conteneva 5 t plutonio e 5 t di sodio liquido, che si infiamma spontaneamente al contatto con l'aria quando è molto caldo, ed esplode a contatto con l'acqua, producendo idrogeno quando esso è in quantità molto inferiore all'acqua (ciò non è il caso in questo tipo di reattore). Inoltre, non si sa ancora come spegnere un incendio di oltre un centinaio di chilogrammi di sodio. Tuttavia «durante la combustione, il sodio liquido forma sulla sua superficie una crosta che impedisce al fuoco di svilupparsi in profondità e limita l'irradiazione di calore», cosa che consente di avvicinarsi e di combatterlo, in contrasto con un incendio di idrocarburi, per esempio.
Già nel 1976, un ingegnere di EDF – J.-P. Pharabod – afferma in Science et Vie (nº 703, aprile 1976) che «il n'est pas déraisonnable de penser qu'un grave accident survenant à Superphénix pourrait tuer plus d'un million de personnes» ("non è irragionevole pensare che un grave incidente occorso a Superphénix potrebbe uccidere più di un milione di persone"), dichiarazione che ha innescato una vivace controversia in Francia sulla sicurezza di Superphénix.
Uno dei problemi per la sicurezza è l'aumento della viscosità del liquido di raffreddamento (sodio liquido) in caso di inquinamento mal controllato.

### Interesse dell'autofertilizzazione
Negli anni '70 e '80, ci si aspettava che il prezzo dell'uranio aumentasse drasticamente, rendendo così economicamente redditizi i reattori autofertilizzanti, in quanto poco consumatori di questa risorsa. Queste previsioni si sono rivelate troppo pessimistiche per tre motivi:
- le politiche di controllo delle spese energetiche all'indomani delle crisi petrolifere (1973 e 1979) hanno permesso di limitare il consumo di elettricità;
- la quantità e il contenuto dei giacimenti di uranio economicamente sfruttabili sono stati sottostimati;
- le scorte di uranio militare costituite nel contesto della guerra fredda sono state convertite in scorte civili e utilizzate nei reattori nucleari[78].

Dal 2005, tuttavia, c'è stata una tendenza al rialzo del prezzo dell'uranio, poiché le scorte sono diminuite e la produzione di uranio è poco aumentata. Ecco perché, secondo l'industria nucleare, l'autofertilizzazione rappresenta ancora una soluzione al problema della carenza di uranio. Infatti, le riserve di uranio (al livello attuale di consumo) sono stimate in circa 70 anni. Tuttavia, questa cifra riguarda solo l'uranio al prezzo corrente di mercato (80$ al kg). Esistono altri giacimenti (fosfati, acqua di mare), i cui costi di estrazione sono più alti (rispettivamente 150$ e 350$ al kg), ma la risorsa è molto importante, nell'ordine di 4 Gt. Il bilancio energetico dell'estrazione di uranio marino è positivo per un fattore pari o superiore a 300. Queste risorse limitano fortemente l'interesse a sviluppare una filiera di reattori a neutroni veloci, tranne che in una configurazione di inceneritore di rifiuti nucleari di centrali elettronucleari convenzionali.
L'energia dei neutroni veloci, a differenza dei reattori ad acqua pressurizzata, può trasformare non solo tutti gli atomi pesanti iniziali, ma anche quelli, a vita lunga, generati dalla reazione nucleare: nettunio, plutonio, americio, curio, ecc. Inoltre, un reattore a neutroni veloci può essere utilizzato come "autofertilizzante" (breeder) per ottimizzare la resa del materiale (l'uranio naturale viene gradualmente trasformato in plutonio che viene bruciato a sua volta) o come "bruciatore" (burner), nel qual caso brucia l'eccesso di materiale fissile e consente in particolare di eliminare il plutonio militare.
Infine, un reattore a neutroni veloci potrebbe accelerare la trasmutazione dei prodotti di fissione a vita lunga in prodotti a vita più breve e quindi contribuire a ridurre la tossicità a lungo termine di questi rifiuti. Tali studi furono condotti su Superphénix e sono poi continuati sul reattore Phénix, in conformità con la legge Bataille, relativa alle ricerche sulla gestione dei rifiuti radioattivi.
Le difficoltà incontrate da Superphénix, soprattutto per ragioni amministrative e, infine il suo arresto, non limitano l'interesse dei reattori autofertilizzanti veloci come soluzione duratura per l'industria nucleare. Jean-Marc Jancovici vede nell'autofertilizzazione una soluzione per il futuro per risolvere i problemi legati alla prevedibile carenza di combustibili fossili e al riscaldamento globale.

### Conoscenze tecniche sviluppate
Superphénix ha permesso al CEA e a EDF di sviluppare tecniche all'avanguardia. Sono stati raccolti numerosi dati tecnologici, in particolare per quanto riguarda il liquido di raffreddamento: il sodio liquido. Queste conoscenza saranno utilizzate per lo sviluppo del reattore prototipo ASTRID da  600 MWe. In effetti, il reattore nucleare veloce al sodio è una delle filiere raccomandate dal Generation IV International Forum (GIF), che raggruppa delle grandi potenze nucleari civili, per lo sviluppo dei reattori nucleari di IV generazione, in particolare i membri attivi nello sviluppo di reattori di tipo SFR sono Euratom, Francia, Giappone, Cina, Corea del Sud, Russia, Regno Unito e Stati Uniti.

### Decisione di costruzione / chiusura
Secondo gli oppositori, lo smantellamento di Superphénix è stato deciso senza consultazione pubblica, proprio come la sua costruzione. Al contrario, i suoi sostenitori sottolineano che l'abbandono di Superphénix è stato deciso da un semplice decreto, mentre la sua costruzione era in realtà stata autorizzata da una legge (loi 72-1152), che un decreto si limitava a mettere in esecuzione.
Secondo un rapporto della commissione parlamentare d'inchiesta sulla politica energetica della Francia, l'arresto di Superphénix è una decisione grave perché:
- Senza consultare il Parlamento francese, la società operativa (NERSA) o suoi partner stranieri o le autorità locali;
- Senza alcun fondamento diverso da quello elettorale (in seguito ad un accordo tra il partito politico de I Verdi e il governo socialista), non essendo stata messa in dubbio la sicurezza di Superphénix, l'argomento finanziario non può giustificare una chiusura anticipata;
- Una decisione costosa per EDF (all'epoca ente pubblico/impresa pubblica), la quale, oltre a dover sostenere da sola il costo dell'arresto di Superphénix, deve anche indennizzare i partner stranieri e al tempo stesso rimanere competitiva.

### Analisi delle cause del fallimento
Secondo Robert Bell, professore al Brooklyn College (CUNY), una delle cause del fallimento del progetto Superphénix è il fatto che i controlli erano insufficienti, i promotori del progetto erano anche quelli che dovevano controllarlo: al momento della costruzione il "Service central de sûreté des installations nucléaires" (SCSIN) era una piccola struttura dipendente del Ministère de l'Industrie e recuperava le sue informazioni dal Commissariat à l'énergie atomique (CEA) che promuoveva Superphénix. Questo legame di dipendenza tra controllori e controllati è cambiato solo nel 1990, ma era troppo tardi.